# Schubartesia singularis
Schubartesia singularis is een hooiwagen uit de familie Gonyleptidae.